# Лос-Агуралес-де-Вальпальмас

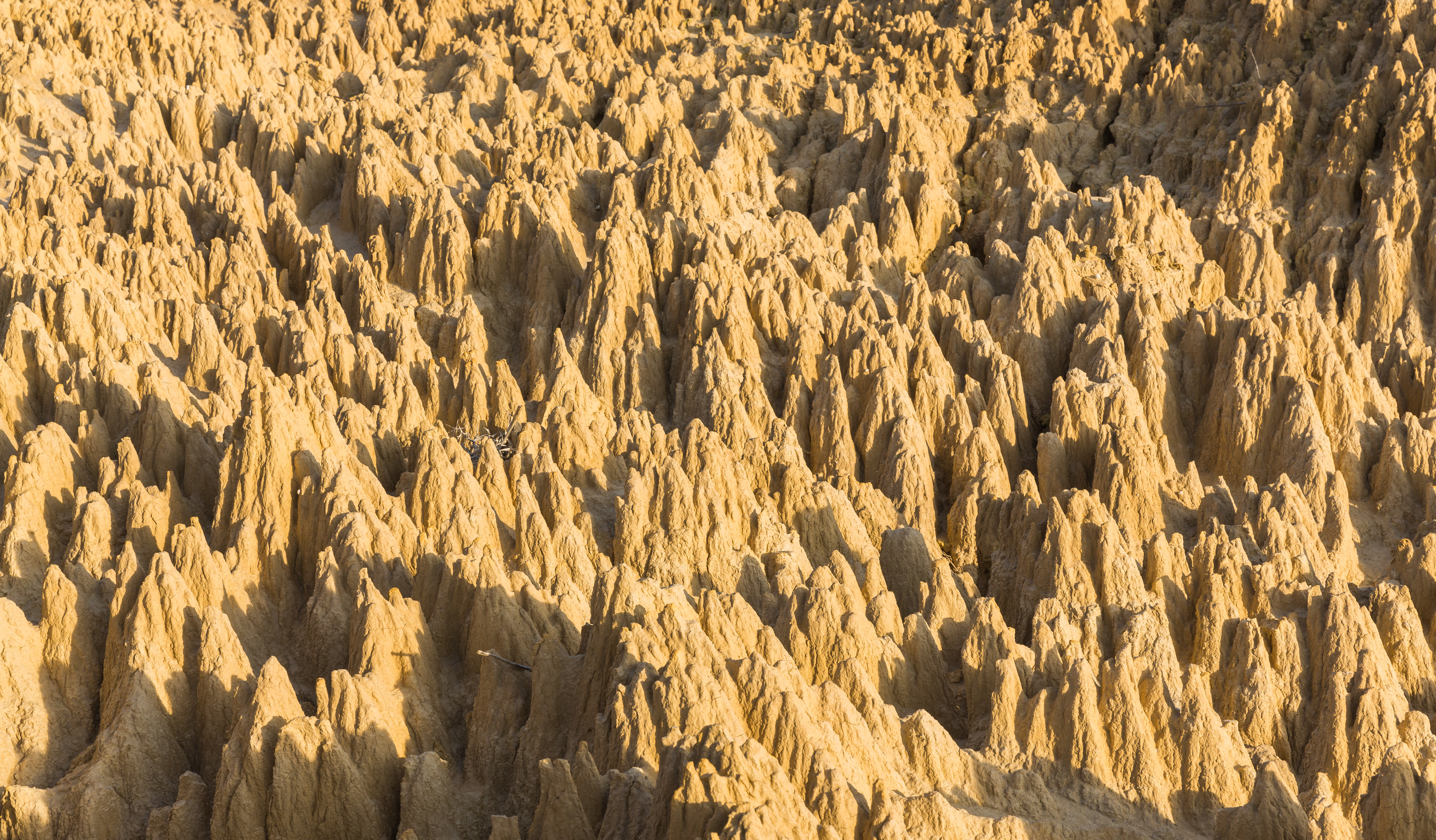
Лос-Агуаралес-де-Вальпальмас

Лос-Агуаралес-де-Вальпальмас (исп. Los Aguarales de Valpalmas), также известная как Агуаралес-де-Вальдемирас (исп. Aguarales de Valdemiraz) — редкая, динамическая геологическая формация в Вальпальмасе, Сарагоса, Испания. Рельеф является результатом водной эрозии рыхлых четвертичных суглинков и супесей.

## Геология
Лос-Агуаралес является результатом эрозионной действия поверхностных и подземных водных потоков на неустойчивые горные породы в семиаридном климате, где редкие но сильные осадки, образуют бурные водные потоки. Считается, что основная часть образований Лос-Агуаралес появилась в голоцене (за последние 10000 лет) и происходит из вымытых пород верховьев и по бокам широкого оврага. Несмотря на хрупкость этих образований, они покрыты коркой ила и глины, которая временно защищает их от эрозии. Кроме того, в подложке Лос-Агуаралес есть значительное количество натрия, который ускоряет дисперсию почвы и теряет когерентность в присутствии воды, ускоряя эрозию.

## Туризм
Чтобы добраться до Лос-Агуаралес, надо проехать провинциальным путем ZP-1150 с Пьедратахада (исп. Piedratajada) к Вальпальмас примерно 1,5 км. Доступ бесплатный, но так как нет искусственного освещения, объект можно посетить только в светлое время суток.

## Галерея

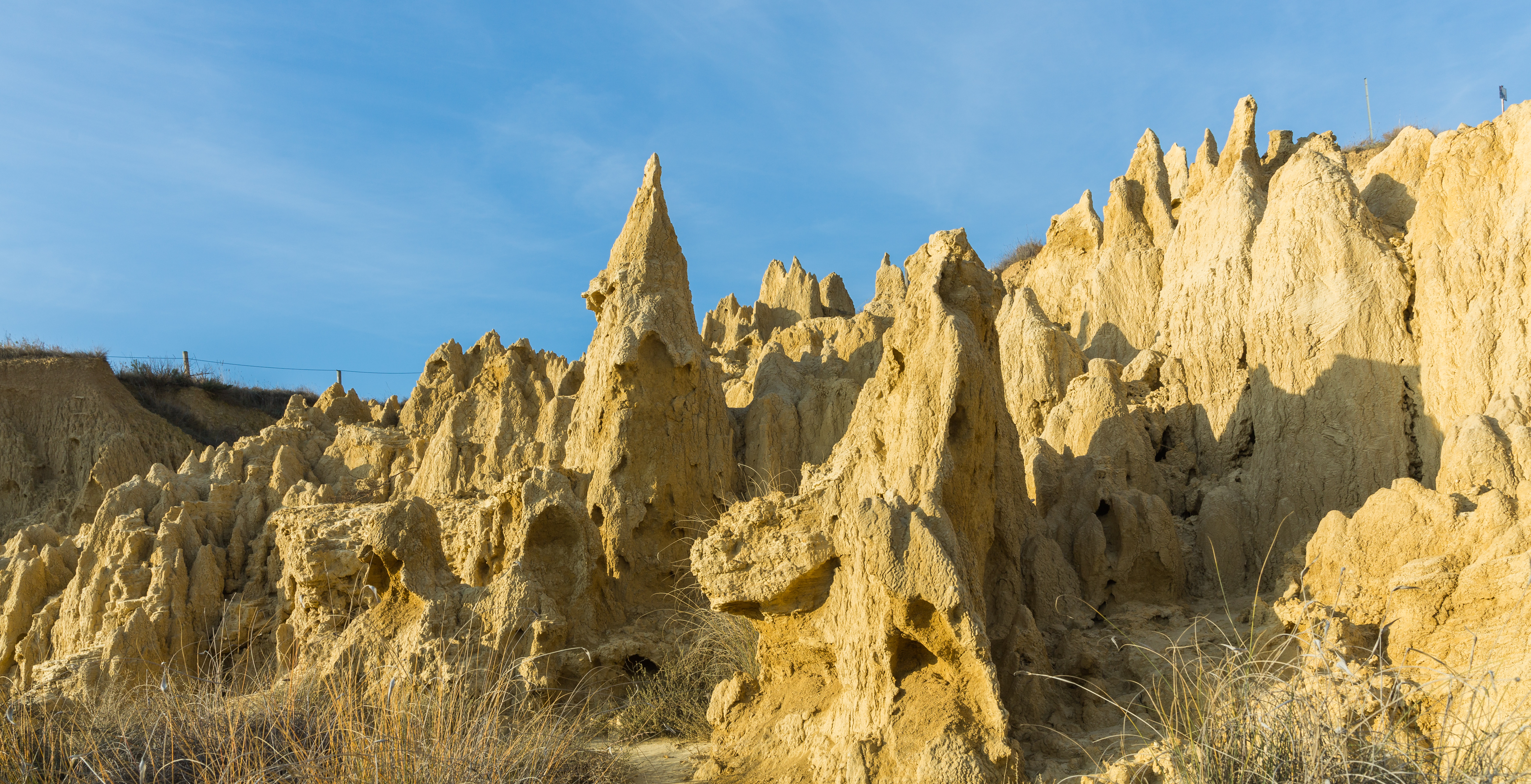
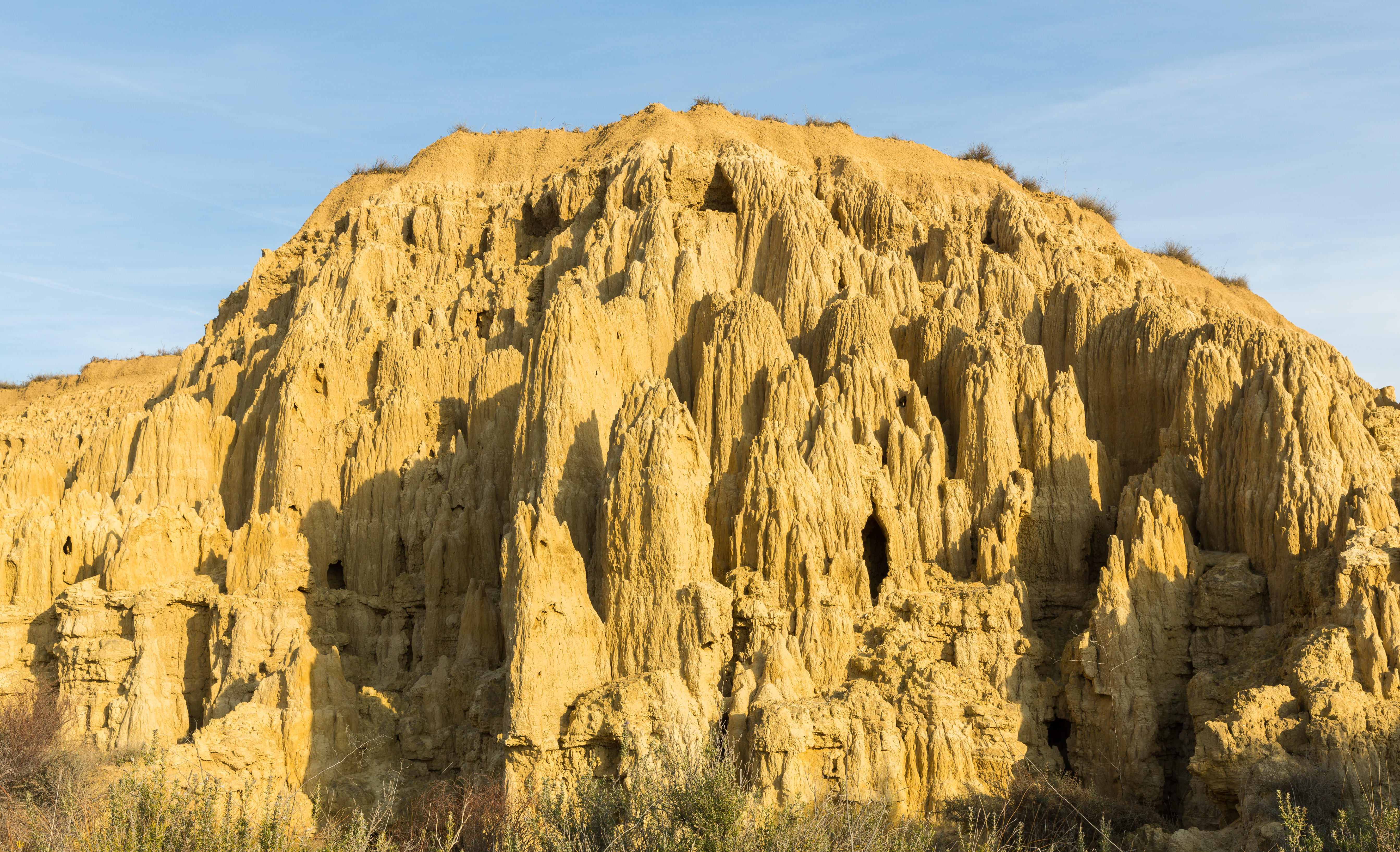
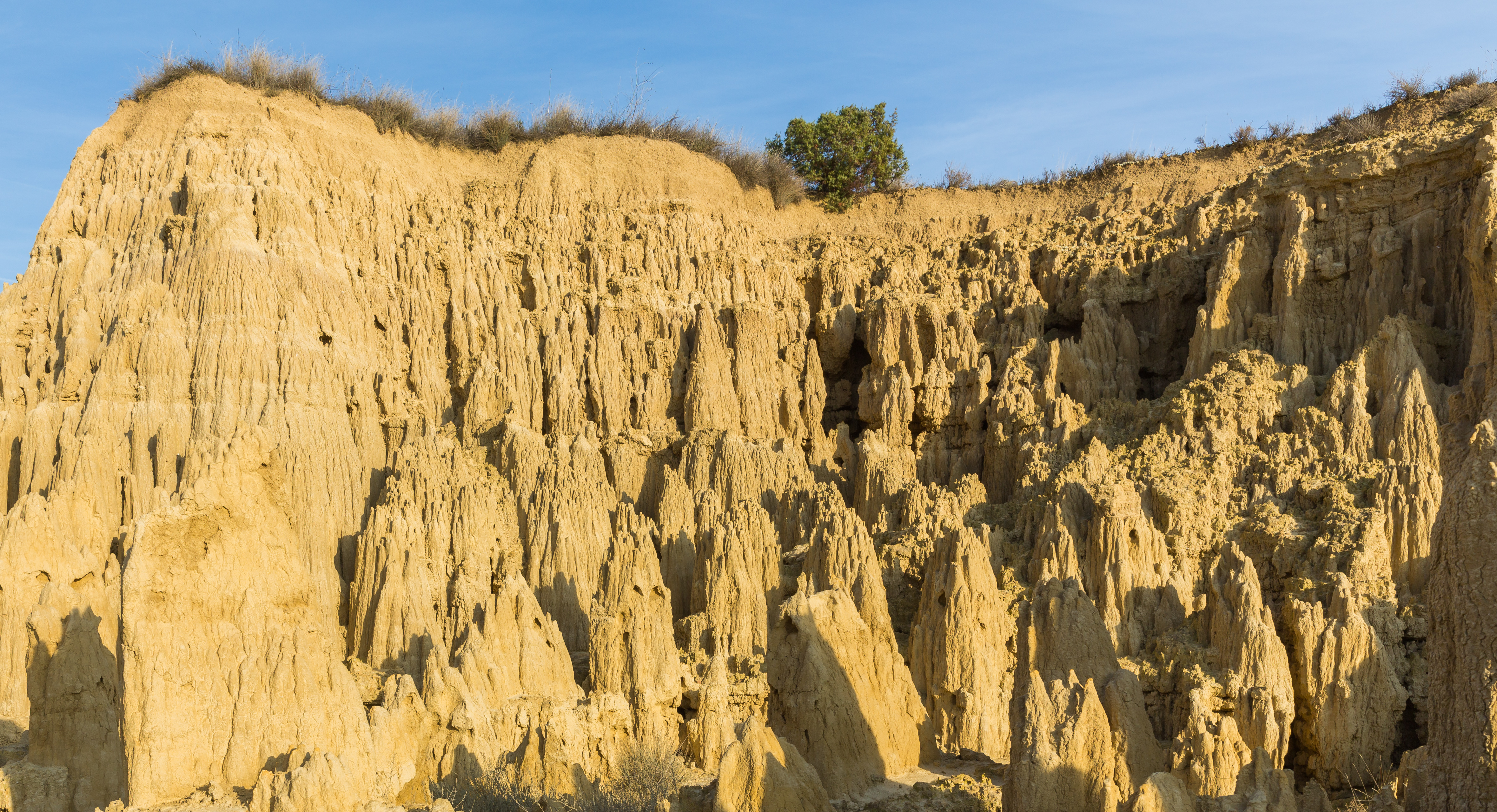
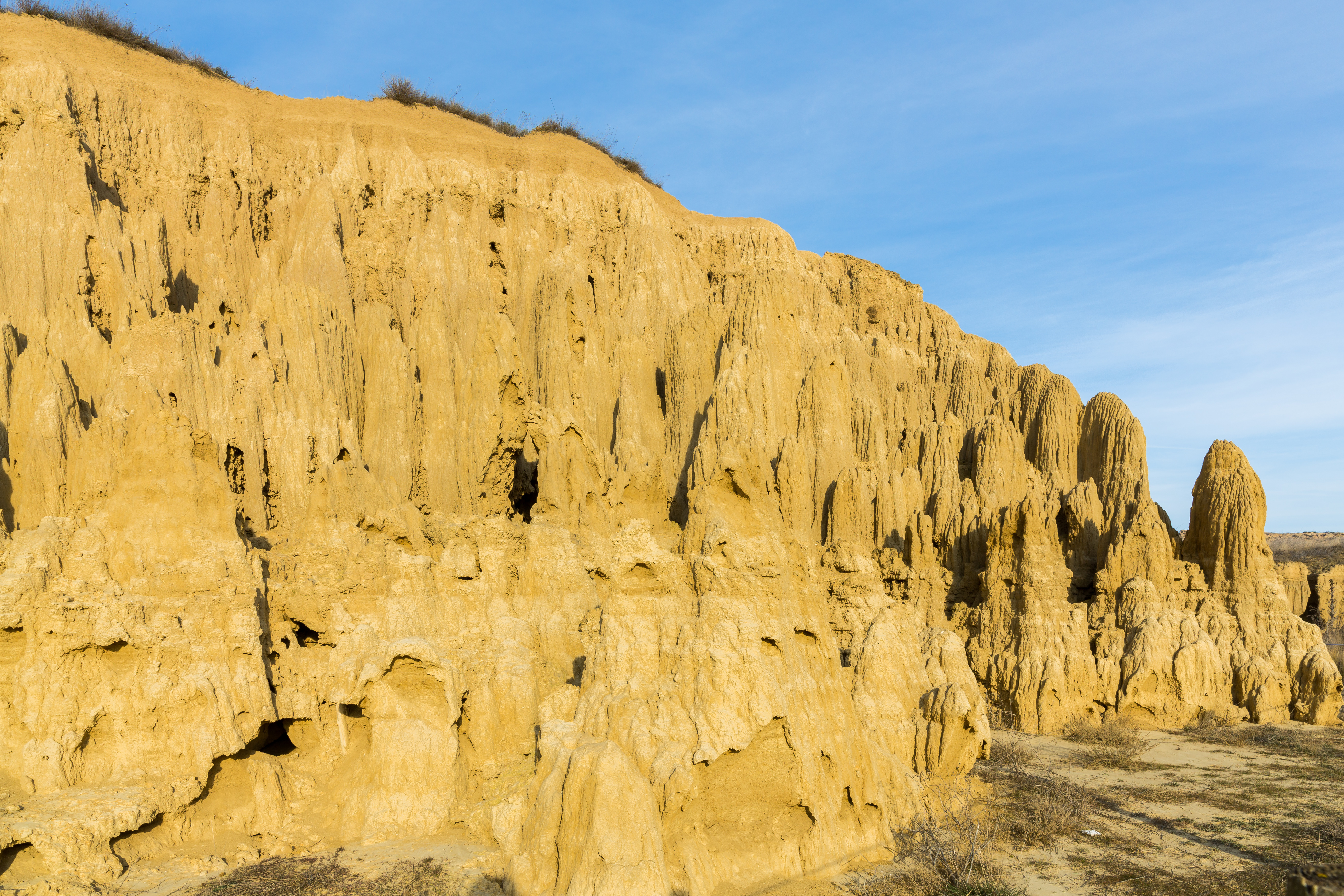
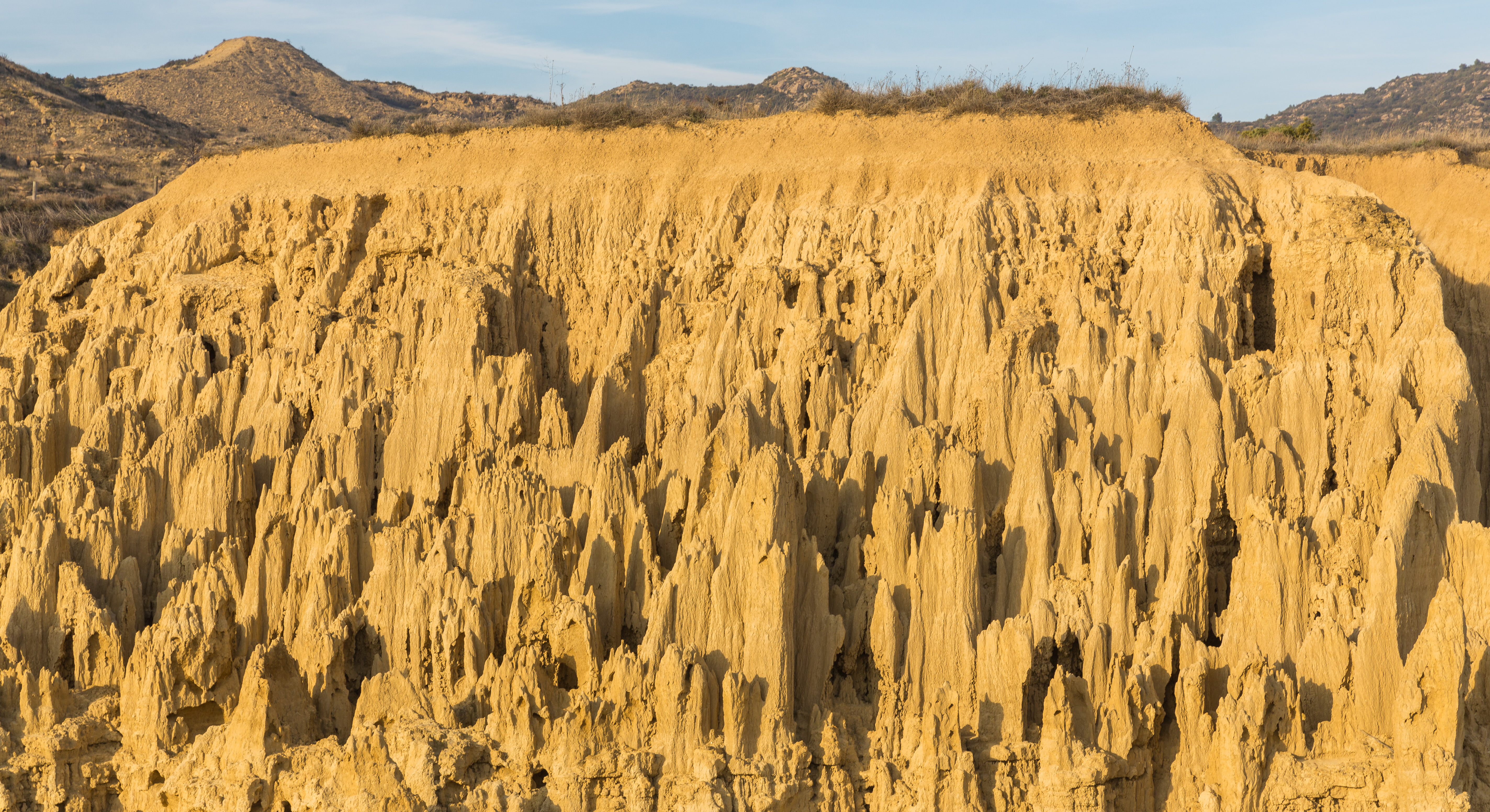
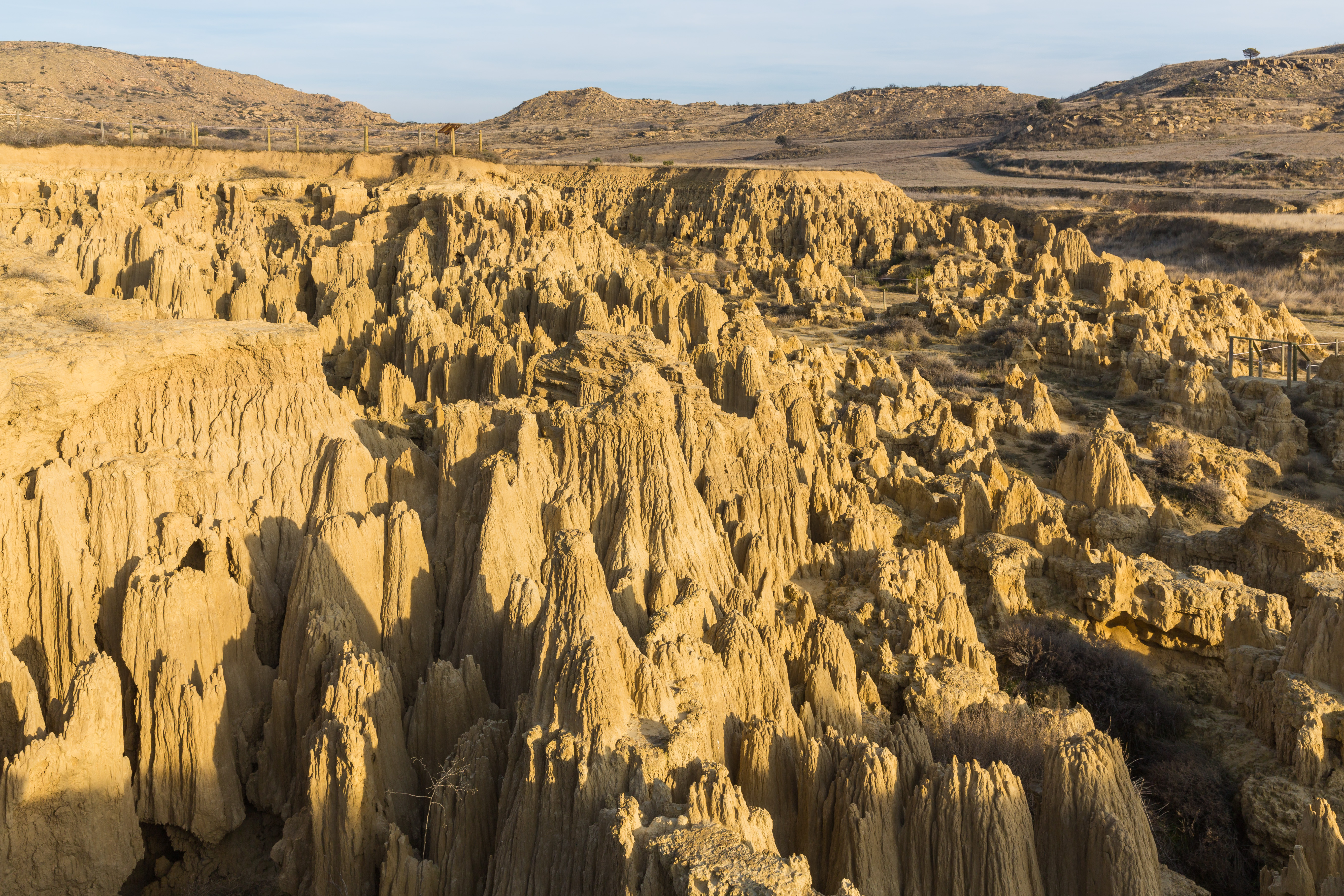